# Distichophyllum leskeodontoides
Distichophyllum leskeodontoides är en bladmossart som beskrevs av J.C. Norris och T. Koponen 1985. Distichophyllum leskeodontoides ingår i släktet Distichophyllum och familjen Hookeriaceae. Inga underarter finns listade i Catalogue of Life.